# فرد كلينتون جاكوبس
فرد كلينتون جاكوبس (بالإنجليزية: Fred Clinton Jacobs)‏ هو محامي وقاضي أمريكي، ولد في 13 سبتمبر 1865، وتوفي في 21 فبراير 1958.